# Динис, Йоанн
Йоанн Динис (фр. Yohann Diniz) — французский легкоатлет, специализируется в спортивной ходьбе на 50 километров. Действующий рекордсмен мира в ходьбе на 50 000 метров на стадионе — 3:35.27,20.
Выступал на олимпийских играх 2008 года, но не смог финишировать. На Олимпиаде 2012 года был дисквалифицирован. 15 августа 2014 года стал чемпионом Европы в заходе на 50 километров, установив новый мировой рекорд — 3:32.33.
8 марта 2015 года на чемпионате Франции установил новый мировой рекорд в спортивной ходьбе на 20 километров — 1:17.02. Он превзошёл предыдущий рекорд россиянина Владимира Канайкина — 1:17.16.
На чемпионате мира 2017 года француз стал победителем на дистанции 50 км, установив рекорд чемпионатов (3:33.12) и став самым возрастным чемпионом мира по лёгкой атлетике .

## Личная жизнь
В повседневной жизни является лицензированным энологом. Отец двоих детей.